# Condado de la Camorra
El Condado de la Camorra es un título nobiliario español creado el 29 de noviembre de 1712, por el Rey Felipe V a favor de Luis de Pareja-Obregón y Pacheco, Suárez-Delgado y Rojas, Teniente coronel de Infantería, Regidor Perpetuo de Antequera, Alcaide de Archidona, caballero de la Orden de Santiago.
Actual titular, Juan de Dios Pareja-Obregón y Ruano (30-III-1995), natural de Cáceres.

## Lista de titulares[3]
| Titular               | Titular                                                                 | Periodo               |
| Creación por Felipe V | Creación por Felipe V                                                   | Creación por Felipe V |
| --------------------- | ----------------------------------------------------------------------- | --------------------- |
| I                     | Luis Ignacio de Pareja-Obregón y Pacheco,Suárez-Delgado y Rojas         | 1712-1727             |
| II                    | Luis Valentin Pareja-Obregón y Chacón                                   | 1727-1779             |
| III                   | Vicente Domingo Pareja-Obregón y Gálvez                                 | 1779-1818             |
| IV                    | Luis María del Carmen Pareja-Obregón de Rojas Gálvez y Teruel de Arrese | 1818-1852             |
| V                     | Francisco de Paula Pareja-Obregón de Rojas Gálvez y Narváez             | 1852-1868             |
| VI                    | Francisco de Paula Pareja-Obregón y Aguayo                              | 1868-1881             |
| VII                   | Juan de Dios Pareja Obregón y Moreno de Villena                         | 1881-1925             |
| VIII                  | Juan de Dios Pareja-Obregón y Sartorius                                 | 1925-1968             |
| IX                    | Román Joaquín Pareja-Obregón y Posse                                    | 1968-1995             |
| X                     | Juan de Dios Pareja-Obregón y Ruano                                     | 1995-2025             |

## Historia de los Condes de la Camorra
- Luis de Pareja-Obregón y Pacheco, Suárez-Delgado y Rojas, I Conde de la Camorra, Teniente coronel de Infantería, Regidor Perpetuo de Antequera, Alcaide de Archidona, caballero de la Orden de Santiago. 
  1. Casó primero en febrero de 1683, con Teresa Maria de Ávila y Ponce de León y en segundas nupcias con Ana Josefa Chacón de Rojas y Merino Hurtado.

Le sucedió su hijo:
- Luis Valentin Pareja-Obregón y Chacón, II Conde de la Camorra. Alcaide perpetuo por S.M del Castillo y Fortaleza de la villa de Archidona.
  1. Casó con Juana Josefa Gálvez Segura de la Puerta.

Le sucedió su hijo:
- Vicente Domingo Pareja-Obregón y Gálvez, III Conde de la Camorra. Marqués de Villanueva de Cauche. Gentil Hombre de Cámara de su Majestad, Maestrante de la Real de Sevilla, Alcaide Perpetuo del Castillo y Fortaleza de Archidona, Teniente Alférez Mayor de dicha ciudad por el Santo Tribunal de la Inquisición.
  1. Casó primero con Isabel María de los Remedios de Rojas Teruel de Arrese Quesada y Toledo, y en segundas nupcias con Trinidad de Rojas y Narváez.

Le sucedió su hijo:
- Luis María del Carmen Pareja-Obregón de Rojas Gálvez y Teruel de Arrese, IV Conde de la Camorra, Alcaide del Castillo y Fortaleza de la villa de Archidona, Caballero Maestrante de la de Sevilla.
  1. Casó con Maria de la Presentación Maldonado y Contreras.

Sin descendencia, le sucede su medio hermano:
- Francisco de Paula Pareja-Obregón de Rojas, V Conde de la Camorra, Comendador de la Real Orden Americana de Isabel La Católica y Gentilhombre de Cámara de Su Majestad. Alcalde de Málaga en 1868. 
  1. Casó con María Dolores de Aguayo y Bernuy.

Le sucedió su hijo:
- Francisco de Paula Pareja-Obregón y Aguayo, VI Conde de la Camorra.
  1. Casó con Francisca Moreno de Villena y González de Aguilar.

Le sucedió su hijo:
- Juan de Dios Pareja Obregón y Moreno de Villena, VII Conde de la Camorra. 
  1. Casó con María de la Concepción Sartorius y Chacón.

Le sucedió su hijo:
- Juan de Dios Pareja-Obregón y Sartorius, VIII Conde de la Camorra. 
  1. Casó con María Posse y Marcos.

Le sucedió su hijo:
- Román Joaquín Pareja-Obregón y Posse, IX Conde de la Camorra. 
  1. Casó con María del Carmen Ruano y López de Tejada.

Le sucedió su hijo:
- Juan de Dios Pareja-Obregón y Ruano, X Conde de la Camorra.
  1. Casó con María Matilde Durán y Escudero.

Tuvo tres hijas:
-Mª de la Paz Pareja- Obregón Durán.
-Mª Matilde Pareja- Obregón Durán.
-Mª de la Concepción Pareja-Obregón Durán.

## Árbol genealógico
|                                                                                                 |                                                                                                 |                                                                                                 |                                                                                                 | Luis Ignacio de Pareja-Obregón y Pacheco,Suárez-Delgado y Rojas I Conde de la Camorra (1712)    |                                                                                                 |  |  |                                                                                             |                                                                                             |                                                                                             |                                                                                             |                                                                                             |                                                                                             |  |  |  |  |  |  |  |  |  |  |  |  |  |  |
|                                                                                                 |                                                                                                 |                                                                                                 |                                                                                                 |                                                                                                 |                                                                                                 |  |  |                                                                                             |                                                                                             |                                                                                             |                                                                                             |                                                                                             |                                                                                             |  |  |  |  |  |  |  |  |  |  |  |  |  |  |
|                                                                                                 |                                                                                                 |                                                                                                 |                                                                                                 | Luis Valentin Pareja-Obregón y Chacón II Conde de la Camorra                                    |                                                                                                 |  |  |                                                                                             |                                                                                             |                                                                                             |                                                                                             |                                                                                             |                                                                                             |  |  |  |  |  |  |  |  |  |  |  |  |  |  |
|                                                                                                 |                                                                                                 |                                                                                                 |                                                                                                 |                                                                                                 |                                                                                                 |  |  |                                                                                             |                                                                                             |                                                                                             |                                                                                             |                                                                                             |                                                                                             |  |  |  |  |  |  |  |  |  |  |  |  |  |  |
|                                                                                                 |                                                                                                 |                                                                                                 |                                                                                                 | Vicente Domingo Pareja-Obregón y Gálvez III Conde de la Camorra                                 |                                                                                                 |  |  |                                                                                             |                                                                                             |                                                                                             |                                                                                             |                                                                                             |                                                                                             |  |  |  |  |  |  |  |  |  |  |  |  |  |  |
|                                                                                                 |                                                                                                 |                                                                                                 |                                                                                                 |                                                                                                 |                                                                                                 |  |  |                                                                                             |                                                                                             |                                                                                             |                                                                                             |                                                                                             |                                                                                             |  |  |  |  |  |  |  |  |  |  |  |  |  |  |
|                                                                                                 |                                                                                                 |                                                                                                 |                                                                                                 |                                                                                                 |                                                                                                 |  |  |                                                                                             |                                                                                             |                                                                                             |                                                                                             |                                                                                             |                                                                                             |  |  |  |  |  |  |  |  |  |  |  |  |  |  |
| Luis María del Carmen Pareja-Obregón de Rojas Gálvez y Teruel de Arrese, IV Conde de la Camorra | Luis María del Carmen Pareja-Obregón de Rojas Gálvez y Teruel de Arrese, IV Conde de la Camorra | Luis María del Carmen Pareja-Obregón de Rojas Gálvez y Teruel de Arrese, IV Conde de la Camorra | Luis María del Carmen Pareja-Obregón de Rojas Gálvez y Teruel de Arrese, IV Conde de la Camorra | Luis María del Carmen Pareja-Obregón de Rojas Gálvez y Teruel de Arrese, IV Conde de la Camorra | Luis María del Carmen Pareja-Obregón de Rojas Gálvez y Teruel de Arrese, IV Conde de la Camorra |  |  | Francisco de Paula Pareja-Obregón de Rojas Gálvez y Teruel de Arrese, V Conde de la Camorra | Francisco de Paula Pareja-Obregón de Rojas Gálvez y Teruel de Arrese, V Conde de la Camorra | Francisco de Paula Pareja-Obregón de Rojas Gálvez y Teruel de Arrese, V Conde de la Camorra | Francisco de Paula Pareja-Obregón de Rojas Gálvez y Teruel de Arrese, V Conde de la Camorra | Francisco de Paula Pareja-Obregón de Rojas Gálvez y Teruel de Arrese, V Conde de la Camorra | Francisco de Paula Pareja-Obregón de Rojas Gálvez y Teruel de Arrese, V Conde de la Camorra |  |  |  |  |  |  |  |  |  |  |  |  |  |  |
| Luis María del Carmen Pareja-Obregón de Rojas Gálvez y Teruel de Arrese, IV Conde de la Camorra | Luis María del Carmen Pareja-Obregón de Rojas Gálvez y Teruel de Arrese, IV Conde de la Camorra | Luis María del Carmen Pareja-Obregón de Rojas Gálvez y Teruel de Arrese, IV Conde de la Camorra | Luis María del Carmen Pareja-Obregón de Rojas Gálvez y Teruel de Arrese, IV Conde de la Camorra | Luis María del Carmen Pareja-Obregón de Rojas Gálvez y Teruel de Arrese, IV Conde de la Camorra | Luis María del Carmen Pareja-Obregón de Rojas Gálvez y Teruel de Arrese, IV Conde de la Camorra |  |  | Francisco de Paula Pareja-Obregón de Rojas Gálvez y Teruel de Arrese, V Conde de la Camorra | Francisco de Paula Pareja-Obregón de Rojas Gálvez y Teruel de Arrese, V Conde de la Camorra | Francisco de Paula Pareja-Obregón de Rojas Gálvez y Teruel de Arrese, V Conde de la Camorra | Francisco de Paula Pareja-Obregón de Rojas Gálvez y Teruel de Arrese, V Conde de la Camorra | Francisco de Paula Pareja-Obregón de Rojas Gálvez y Teruel de Arrese, V Conde de la Camorra | Francisco de Paula Pareja-Obregón de Rojas Gálvez y Teruel de Arrese, V Conde de la Camorra |  |  |  |  |  |  |  |  |  |  |  |  |  |  |
|                                                                                                 |                                                                                                 |                                                                                                 |                                                                                                 |                                                                                                 |                                                                                                 |  |  | Francisco de Paula Pareja-Obregón y Aguayo, VI Conde de la Camorra                          |                                                                                             |                                                                                             |                                                                                             |                                                                                             |                                                                                             |  |  |  |  |  |  |  |  |  |  |  |  |  |  |
|                                                                                                 |                                                                                                 |                                                                                                 |                                                                                                 |                                                                                                 |                                                                                                 |  |  |                                                                                             |                                                                                             |                                                                                             |                                                                                             |                                                                                             |                                                                                             |  |  |  |  |  |  |  |  |  |  |  |  |  |  |
|                                                                                                 |                                                                                                 |                                                                                                 |                                                                                                 |                                                                                                 |                                                                                                 |  |  | Juan de Dios Pareja Obregón y Moreno de Villena, VII Conde de la Camorra(1881-1925)         |                                                                                             |                                                                                             |                                                                                             |                                                                                             |                                                                                             |  |  |  |  |  |  |  |  |  |  |  |  |  |  |
|                                                                                                 |                                                                                                 |                                                                                                 |                                                                                                 |                                                                                                 |                                                                                                 |  |  |                                                                                             |                                                                                             |                                                                                             |                                                                                             |                                                                                             |                                                                                             |  |  |  |  |  |  |  |  |  |  |  |  |  |  |
|                                                                                                 |                                                                                                 |                                                                                                 |                                                                                                 |                                                                                                 |                                                                                                 |  |  | Juan de Dios Pareja-Obregón y Sartorius, VIII Conde de la Camorra(1925-1968)                |                                                                                             |                                                                                             |                                                                                             |                                                                                             |                                                                                             |  |  |  |  |  |  |  |  |  |  |  |  |  |  |
|                                                                                                 |                                                                                                 |                                                                                                 |                                                                                                 |                                                                                                 |                                                                                                 |  |  |                                                                                             |                                                                                             |                                                                                             |                                                                                             |                                                                                             |                                                                                             |  |  |  |  |  |  |  |  |  |  |  |  |  |  |
|                                                                                                 |                                                                                                 |                                                                                                 |                                                                                                 |                                                                                                 |                                                                                                 |  |  | Román Joaquín Pareja-Obregón y Posse, IX Conde de la Camorra(1968-1995)                     |                                                                                             |                                                                                             |                                                                                             |                                                                                             |                                                                                             |  |  |  |  |  |  |  |  |  |  |  |  |  |  |
|                                                                                                 |                                                                                                 |                                                                                                 |                                                                                                 |                                                                                                 |                                                                                                 |  |  |                                                                                             |                                                                                             |                                                                                             |                                                                                             |                                                                                             |                                                                                             |  |  |  |  |  |  |  |  |  |  |  |  |  |  |
|                                                                                                 |                                                                                                 |                                                                                                 |                                                                                                 |                                                                                                 |                                                                                                 |  |  | Juan de Dios Pareja-Obregón y Ruano, X Conde de la Camorra(1995)                            |                                                                                             |                                                                                             |                                                                                             |                                                                                             |                                                                                             |  |  |  |  |  |  |  |  |  |  |  |  |  |  |